# Petar Skansi
Petar Skansi (* 23. November 1943 in Sumartin, Jugoslawien; † 4. April 2022 in Ljubljana, Slowenien) war ein jugoslawischer Basketballspieler und -trainer. Als Spieler wurde er 1970 Weltmeister und 1968 Olympiazweiter.

## Karriere als Spieler
Der 2,06 m große Petar Skansi nahm 1965 erstmals an einer großen internationalen Meisterschaft teil. Bei der Europameisterschaft 1965 in der Sowjetunion siegte die Mannschaft der UdSSR im Finale mit 58:49 über die Jugoslawen. Skansi erzielte bei diesem Turnier 15 Punkte in fünf Spielen. 1967 bei der Weltmeisterschaft in Uruguay gab es eine Finalrunde mit sieben Mannschaften. Die Mannschaft aus der Sowjetunion gewann das Turnier und war damit die erste Weltmeistermannschaft aus Europa. Dahinter erreichten mit Jugoslawien, Brasilien und den Vereinigten Staaten drei Mannschaften vier Siege in der Finalrunde. Die Jugoslawen hatten gegen die Sowjetunion und gegen Uruguay verloren, aber Brasilien und die USA geschlagen. Wegen des direkten Vergleichs erhielten die Jugoslawen die Silbermedaille. Skansi erzielte in neun Spielen 46 Punkte. Vier Monate später bei der Europameisterschaft 1967 waren mit Radivoje Korać und Ivo Daneu die beiden punktbesten Spieler der Weltmeisterschaft nicht dabei, die jugoslawische Mannschaft belegte den neunten Platz. Skansi erzielte in neun Spielen 93 Punkte.
Bei den Olympischen Spielen 1968 in Mexiko-Stadt belegten die Jugoslawen in der Vorrunde den zweiten Platz hinter der Mannschaft aus den Vereinigten Staaten. Nach einem Halbfinalsieg über die Sowjetunion verloren die Jugoslawen das Finale gegen das US-Team. Skansi warf in neun Spielen 59 Punkte, davon 15 im Halbfinale und fünf im Finale.
1969 stand Skansi nicht im Aufgebot bei der Europameisterschaft 1969 in Italien. Zum Abschluss seiner internationalen Karriere nahm Petar Skansi 1970 an der Weltmeisterschaft in Jugoslawien teil. Die Finalrunde mit sieben Mannschaften fand in Ljubljana statt. Jugoslawien gewann fünf von sechs Spielen und unterlag nur im letzten Spiel der Sowjetunion, zu diesem Zeitpunkt standen die Jugoslawen aber bereits als Weltmeister fest. Skansi war mit 57 Punkten in sechs Spielen erfolgreichster Werfer seiner Mannschaft hinter Krešimir Ćosić.
Petar Skansi spielte bei KK Split und war mit diesem Verein 1971 jugoslawischer Meister.

## Karriere als Trainer
Nach dem Ende seiner Karriere war er zunächst Spielertrainer und dann Trainer bei KK Split. Er führte den Verein 1976 und 1977 zum Gewinn des Korać-Cups. Ab 1977 war er Trainerassistent der jugoslawischen Nationalmannschaft beim Gewinn des Europameistertitels 1977 und des Weltmeistertitels 1978. 1979 führte er als Headcoach die Mannschaft Jugoslawiens zum dritten Platz bei der Europameisterschaft.
Von 1981 bis 1983 war Skansi als Trainer bei Scavolini Pesaro in Italien. 1982 verlor Pesaro das Playoff-Finale gegen Billy Milano, 1983 schied Pesaro im Playoff-Halbfinale gegen das Team aus Mailand aus. 1983 gewann Pesaro den FIBA Europapokal der Pokalsieger. In der Saison 1984/1985 trainierte Skansi Honky Fabriano und belegte den letzten Platz in der Liga. 1987/1988 trainierte er Hitachi Venezia und erreichte den elften Platz. 1988/1989 wurde er Zwölfter mit Phonola Roma. Von 1990 bis 1993 war Skansi drei Saisons Trainer bei Benetton Treviso. Nach einem Ausscheiden im Playoff-Viertelfinale im ersten Jahr, gewann er 1991/1992 die italienische Meisterschaft und unterlag 1992/1993 im Finale gegen Knorr Bologna. 1997/1998 kehrte er elf Spiele vor Ende der regulären Saison noch einmal in die italienische Liga zurück und erreichte mit Teamsystem Bologna das Playoff-Finale, unterlag dort aber dem Lokalrivalen Kinder Bologna. 1998/1999 schied Skansis Team im Playoff-Halbfinale gegen Treviso aus.
1992 agierte Skansi als Trainer der Nationalmannschaft Kroatiens beim Gewinn der olympischen Silbermedaille.